# 卡斯泰拉尼亚
卡斯泰拉尼亚（義大利語：Castellania），是意大利亚历山德里亚省的一个市镇。总面积7.66平方公里，人口85人，人口密度11.1人/平方公里（2009年）。ISTAT代码为006045。